# Acantholimon desertorum
Acantholimon desertorum är en triftväxtart som beskrevs av Eduard August von Regel. Acantholimon desertorum ingår i släktet Acantholimon och familjen triftväxter. Inga underarter finns listade i Catalogue of Life.